# Криниці (фільм)
«Криниці» (рос. «Криницы») — білоруський радянський художній фільм 1964 року режисера Йосипа Шульмана за однойменним романом Івана Шамякіна.

## У ролях
- Едуардс Павулс
- Лев Золотухін
- Олег Жаков
- Ігор Пушкарьов
- Павло Молчанов
- Інна Виходцева
- Федір Шмаков
- Михайло Трояновський
- Володимир Гуляєв
- Людмила Люлько
- Валентина Владимирова
- Тамара Совчі
- Олександр Суснін
- Роман Філіппов
- Ольга Наровчатова
- Людмила Гладунко
- Павло Кормунін

## Творча група
- Сценарій: Іван Шамякіна
- Режисер: Йосип Шульман
- Оператор: Олег Авдєєв
- Композитор: Андрій Ешпай